# Corrida Internacional de São Silvestre de 1963
A Corrida Internacional de São Silvestre de 1963 foi a 39ª edição da prova de rua, realizada no dia 31 de dezembro de 1963, no centro da cidade de São Paulo, a largada aconteceu as 23h45m, a prova foi de organização da Cásper Líbero e A Gazeta Esportiva.
O vencedor foi o belga Henry Clerckx, com o tempo de 21m55.

## Percurso
Av. Cásper Líbero até o Edifício Palácio da Imprensa – Rua da Conceição, com 7.400 metros.

## Resultados

#### Masculino
- 1º Henry Clerckx (Bélgica) - 21m55s

### Participações
- Participantes: 1147 atletas
- Chegada: 357 atletas chegaram 10 minutos após a passagem do campeão.[3]

## Ligações Externas
- Sítio Oficial (em português)